# Tórshavnar Kamarkór
Tórshavnar Kamarkór (Tórshavns Kammerkor), også kaldt Kamarkórið, er et færøsk kor, der blev grundlagt i 1985 af Ólavur Jøkladal, som dirigerede koret i 10 år. Derefter har flere andre dirigeret koret, og siden 2009 har Bernhardur Wilkinson været korets dirigent. I forbindelse med at koret havde 30-års jubileum i 2015, udgav de albummet Kvøldtankar med 14 færøske sange, både nye og ældre. Tórshavnar Kamarkór har optrådt rundt omkring på Færøerne og i andre lande, f.eks. i Uppsala, Slesvig, Gotland, Paris og New York.
Ved Korfestivalen 2015 i Eysturskúlin i Tórshavn, hvor 9 færøske kor deltog, blev der uddelt 3 priser. Tórshavnar Kamarkór vandt prisen for Bedste optræden.
Koret synger nyere og ældre kammermusik. På programmet er også nyere korudsættelser, som koret har bestilt fra færøske komponister. Kammerkoret har ca. 30 sangere.

## Dirigenter
- Ólavur Jøkladal 1984 - 1994 (koret startede i 1984 som Kamarkór Tórshavnar Musikkskúla, det fik først navnet Tórshavnar Kamarkór året efter i 1985)[5]
- Ernst Sondum Dalsgarð 1994 - ?[6]
- Hans Pauli Tórgarð 1999 - 2002
- Bjarni Restorff ? - ?
- Leif Hansen 2002-2003
- Fróði Djurhuus Sandoy 2003-2004
- Kári Bæk ? - 2008
- Hans Pauli Tórgarð 2008 - 2009
- Bernhardur Wilkinson 2009 - nu[7][8]

## Udgivelser
- 1996: Blátt[9]
- 1997: Várlongsil [10]
- 2015: Kvøldtankar[11]

## Hæder
- 2015 - Vandt pris for bedste opførelse ved Korfestivalen[4]
- 2016 - Vandt en Faroese Music Award for Årets band/kor i åben kategori.
- 2016 - Vandt pris for bedste opførelse ved Korfestivalen[12]
- 2017 - Vandt pris for bedste opførelse ved Korfestivalen[13]